# Kunsthalle St. Annen

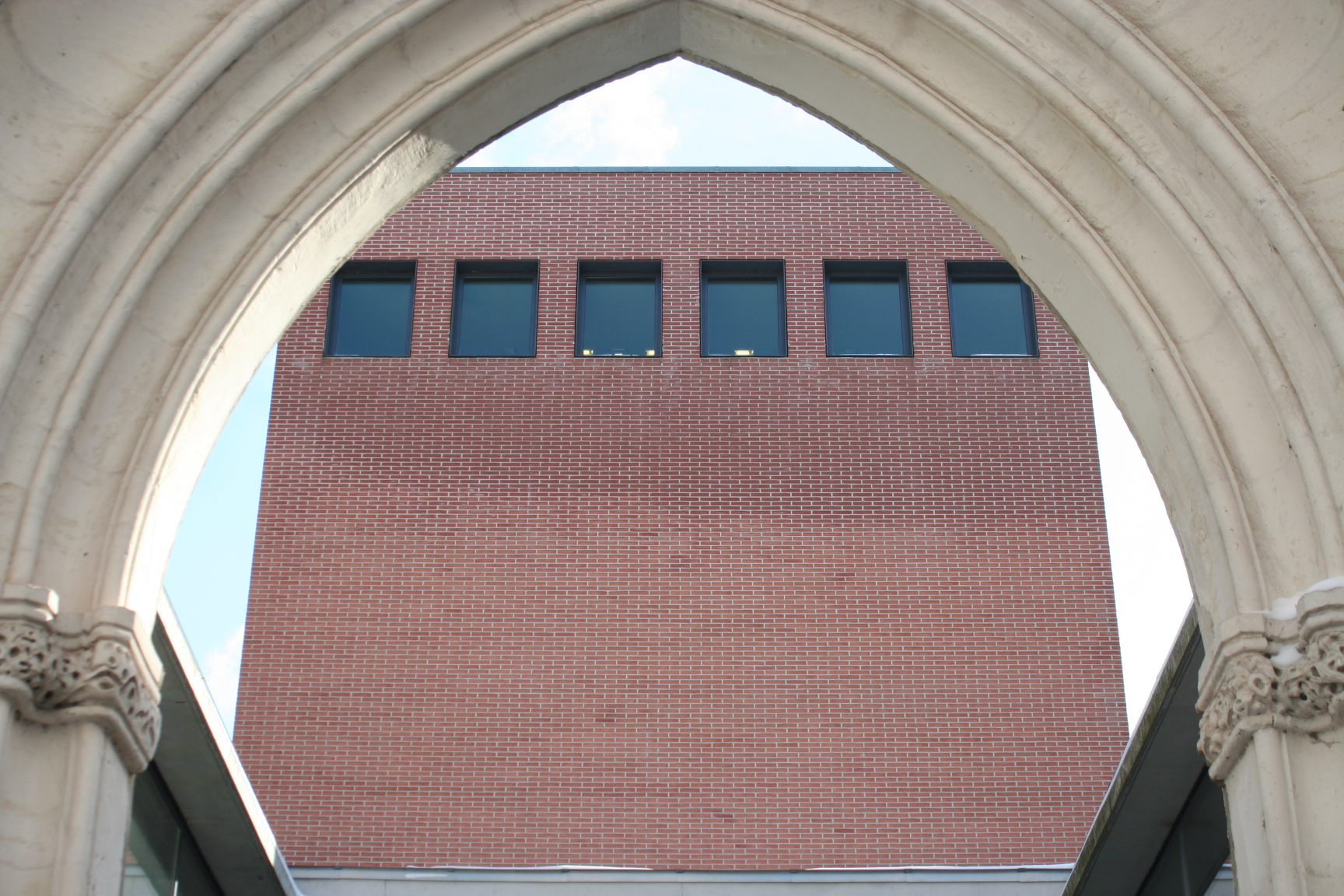
Kunsthalle

De Kunsthalle St. Annen maakt deel uit van het voormalige kloostercomplex, waartoe ook het St. Annen-Museum behoort, gelegen aan de St. Annen Straße in de hanzestad Lübeck (deelstaat Sleeswijk-Holstein).
De Kunsthalle, die over een eigen collectie kunstwerken beschikt van moderne kunst na 1945, heeft een tentoonstellingsoppervlak van 1000 m² en organiseert regelmatig exposities van hedendaagse kunst. De Kunsthalle is gebouwd op de restanten van de in 1948, bij de grote brand in het St. Annenklooster, verloren gegane kloosterkerk. Het klooster is destijds herbouwd; de kerk is een ruïne gebleven. Naar een ontwerp van de architecten Konermann Siegmund is een moderne Kunsthalle gebouwd, waarbij het destijds overeind gebleven kerkportaal is gehandhaafd en is gerestaureerd met een sculptuur Adam und Eva uit 2002 van de beeldhouwer Lothar Fischer.
Voor de herbouwde Kunsthalle kreeg de architect in 2003 de vierjaarlijks door de Bund Deutscher Architekten (BDA) in Schleswig Holstein verleende hoofdprijs.

## Collectie zelfportretten
De Kunsthalle St. Annen heeft in 2005 uit de nalatenschap van Leonie von Rüxleben (1920-2005) een verzameling grafiek verworven. Het is de grootste collectie in zijn soort in Duitsland van zelfportretten van kunstenaars na 1945. De Kunsthalle heeft daardoor de mogelijk de ca. 1400 werken in wisseltentoonstellingen te exposeren.